# Hakea aenigma
Hakea aenigma (лат.) — вид рода Хакея (Hakea) семейства Протейные (Proteaceae), кустарник, встречающийся в Южной Австралии (Австралия). Эндемик острова Кенгуру. Один из двух видов хакей, размножающийся исключительно корневыми отпрысками и, таким образом, 
зашедший в эволюционный тупик.

## Ботаническое описание
Hakea aenigma —  округлый кустарник высотой от 1,5 до 2,5 м. Мелкие ветви густо покрыты сплюснутыми тонкими волосками, становящимися более тонкими к моменту цветения. Гладкие листья плоские и линейные от 5 до 35 см в длину и от 3 до 10 мм в ширину с выпуклыми продольными жилками по 1—7 на верхней и по 4—9 на нижней стороне. Соцветие имеет 16—33 цветков, растущих на отдельном стебле. Цветоножки и околоцветники кремово-белые и гладкие. Стиль 4,5—7,2 мм в длину. Но, однако, распускающиеся цветы стерильны, поэтому плоды не образуются, и растение способно размножаться только вегетативным способом через корневые отпрыски. Hakea pulvinifera — единственный другой вид рода, зависящий от этого способа размножения. H. aenigma имеет кремово-белые цветы и цветёт в течение весны с сентября по ноябрь.

## Таксономия
Вид Hakea aenigma был впервые описан австралийскими ботаниками Лоуренсом Арнольдом Хэги и Уильямом Робертом Баркером в 1985 году и опубликована в Journal of the Adelaide Botanic Gardens.
Видовое название — от латинского aenigma, означающего «загадка», «что-то непонятное» или «необъяснимое». Это было связано с недоумением исследователей, не обнаруживших плодов H. aenigma, и неопределенностью его происхождения.

## Распространение и биология
Эндемик небольшой области на западном конце острова Кенгуру в Южной Австралии. Произрастает на более возвышенных частях латерита, и является частью плотных эвкалиптовых кустарниковых зарослей, которые растут на суглинках и песчаных почвах.